# Marco Antonio Bobba
Marco Antonio Bobba (Casale Monteferrato, 1500 - Roma, 18 de março de 1575) foi um cardeal do século XVII

## Biografia
Nasceu em Casale Monteferrato em Início do século XVI. Filho mais velho do conde palatino Alberto Bobba e Margherita Santamaria. Dos signori de Rossignano. Seu primeiro nome também está listado como Marc Antonio; e seu sobrenome como Boba. Ele foi com a família para o Piemonte quando seu pai, ex-conselheiro do último Marquês, passou ao serviço do duque de Sabóia, Carlos II.
Estudou na Universidade de Turim, onde obteve o doutorado em utroque iure , tanto em direito canônico quanto em direito civil..
Ganhou o favor de Emmanuel Filiberto, duque de Sabóia, que o nomeou senador de Turim..
Ordenado por volta de 1556. Abade comendador de Pinerolo, Segusia, Caramagna e S. Giusto di Susa.
Eleito bispo de Aosta em 14 de junho de 1557. Consagrado em 15 de agosto de 1557, em Roma, pelo cardeal Giovanni Angelo de' Medici assistido por Barso de Merlis, bispo de Bobbio, e por Luigi Simonetta, bispo de Pesaro. Embaixador de Sabóia perante a Santa Sé, 1559. Participou do Concílio de Trento, de 17 de janeiro de 1563 até o seu encerramento; embaixador do duque de Sabóia perante o conselho; membro da comissão sobre cânones e casamento, 21 de junho de 1563..
Criado cardeal sacerdote no consistório de 12 de março de 1565. Participou do conclave de 1565-1566, que elegeu o Papa Pio V. Recebeu o barrete vermelho e o título de S. Silvestro in Capite, 8 de fevereiro de 1566. Juntamente com os cardeais Giovanni Ricci, Giovanni Francesco Commendone e Alessandro Sforza, foi nomeado pelo Papa Pio V inspetor dos rios, portos e vias públicas de Roma. Participou do conclave de 1572, que elegeu o Papa Gregório XIII. Optou pelo título de S. Marcello, em 2 de junho de 1572. Era grande amigo do cardeal Carlo Borromeo..
Morreu em Roma em 18 de março de 1575. Sepultado na igreja cartuxa de S. Maria degli Angeli, Roma..